# Список нагород і номінацій Евана Пітерса
Еван Пітерс — американський актор. Дебютував у 2004 році в драматичному фільмі «Рятуючи Адама» (англ. Clipping Adam) і грав головну роль у науково-фантастичному серіалі «Вторгнення» (2005-2006).
З 2004 до 2010 року Пітерс знявся в численних рекламних роликах для відомих брендів, таких як Kellogg's, Papa John's Pizza та PlayStation. Також за цей час він знявся у комедії «Філ з майбутнього» (англ. Phil of the Future) на Disney Channel і в серіалі «Школа виживання» (англ. One Tree Hill) на The CW. У 2010 році зіграв другорядну роль як Тодд Хейнс у фільмі про супергероя «Пипець» (англ. Kick-Ass).
Широковідомим він став після численних ролей у серіалі-антології «Американська історія жаху» на телеканалі FX (2011— 2021), та ролі мутанта Ртуті у серії фільмів про Людей Ікс 2014—2019 років.
У 2021 році актор отримав телевізійну премію «Еммі», а також високі оцінки критиків за роль детектива Коліна Зейбела в мінісеріалі «Мейр з Істтауна».

## Головні нагороди

### Вибір телевізійних критиків
| Рік  | Категорія                                                  | Робота                           | Результат | Ref.  |
| ---- | ---------------------------------------------------------- | -------------------------------- | --------- | ----- |
| 2018 | Найкращий актор у мінісеріалі або телефільмі               | Американська історія жаху: Культ | Номінація | [ 1 ] |
| 2022 | Найкращий актор другого плану в мінісеріалі або телефільмі | Мейр з Істтауна                  | Номінація | [ 2 ] |

### Золотий глобус
| Рік  | Категорія                                         | Робота                                     | Результат | Ref. |
| ---- | ------------------------------------------------- | ------------------------------------------ | --------- | ---- |
| 2023 | Найкраща чоловіча роль мінісеріалу або телефільму | Дамер – Чудовисько: Історія Джеффрі Дамера | Перемога  |      |

### Прайм-тайм премія «Еммі»
| Рік  | Категорія                                                         | Робота                                     | Результат | Ref.  |
| ---- | ----------------------------------------------------------------- | ------------------------------------------ | --------- | ----- |
| 2021 | Найкраща чоловіча роль другого плану в мінісеріалі або телефільмі | Мейр з Істтауна                            | Перемога  | [ 3 ] |
| 2023 | Найкраща чоловіча роль у мінісеріалі або телефільмі               | Дамер – Чудовисько: Історія Джеффрі Дамера | Номінація |       |
| 2023 | Найкращий мінісеріал                                              | Дамер – Чудовисько: Історія Джеффрі Дамера | Номінація |       |

### Премія Гільдії кіноакторів США
| Рік  | Категорія                                           | Робота                                     | Результат | Ref.  |
| ---- | --------------------------------------------------- | ------------------------------------------ | --------- | ----- |
| 2022 | Найкраща чоловіча роль у мінісеріалі або телефільмі | Мейр з Істтауна                            | Номінація | [ 4 ] |
| 2023 | Найкраща чоловіча роль у мінісеріалі або телефільмі | Дамер – Чудовисько: Історія Джеффрі Дамера | Номінація |       |

## Інші нагороди

### Critics' Choice Super Awards
| Рік  | Категорія                      | Робота                                     | Результат | Ref. |
| ---- | ------------------------------ | ------------------------------------------ | --------- | ---- |
| 2023 | Найкращий актор горрор-серіалу | Дамер – Чудовисько: Історія Джеффрі Дамера | Перемога  |      |

### Голлівудська асоціація телевізійних критиків
| Рік  | Категорія                                                                | Робота                                     | Результат | Ref.  |
| ---- | ------------------------------------------------------------------------ | ------------------------------------------ | --------- | ----- |
| 2021 | Найкращий актор другого плану в телевізійному мінісеріалі або телефільмі | Мейр з Істтауна                            | Перемога  | [ 5 ] |
| 2023 | Найкращий актор у стрімінговому мінісеріалі або телефільмі               | Дамер – Чудовисько: Історія Джеффрі Дамера | Перемога  |       |

### Премія британського незалежного кіно
| Рік  | Категорія                     | Робота               | Результат | Ref.  |
| ---- | ----------------------------- | -------------------- | --------- | ----- |
| 2018 | Найкращий актор другого плану | Американські тварини | Номінація | [ 6 ] |

### Сатурн
| Рік  | Категорія                         | Робота                           | Результат | Ref.  |
| ---- | --------------------------------- | -------------------------------- | --------- | ----- |
| 2018 | Найкращий телеактор другого плану | Американська історія жаху: Культ | Номінація | [ 7 ] |

### Супутник
| Рік  | Категорія                                          | Робота                                     | Результат | Ref.   |
| ---- | -------------------------------------------------- | ------------------------------------------ | --------- | ------ |
| 2012 | Найкраща чоловіча роль другого плану — телебачення | Американська історія жаху: Притулок        | Номінація | [ 8 ]  |
| 2022 | Найкраща чоловіча роль другого плану — телебачення | Мейр з Істтауна                            | Перемога  | [ 9 ]  |
| 2023 | Найкраща чоловіча роль — мінісеріал або телефільм  | Дамер – Чудовисько: Історія Джеффрі Дамера | Перемога  | [ 10 ] |